# Я зустрів дівчину
«Я зустрів дівчину» — радянський художній фільм режисера Рафаїла Перельштейна, знятий ним в 1957 році. Перший кольоровий художній фільм Сталінабадської кіностудії (пізніше була перейменована на «Таджикфільм»).

## Сюжет
Прекрасний голос Лоли, головної героїні фільму, привертає увагу багатьох в її місті — починаючи від професіоналів з міського хору, що прагнуть залучити дівчину в свої ряди, до Саїда, звичайного робочого хлопця, який довго стоїть біля її будинку. Але батько Лоли, бажаючи захистити дочку від будь-яких посягань, відправляє її в село, не підозрюючи навіть, що закоханий Саїд знайде Лолу і там.

## У ролях
- Аслі Бурханов — Мухтар-ака (дубляж: Лев Свердлін)
- Роза Акобірова — Лола
- Джахон Саїдмурадов — Саид (дубляж: Микола Александрович, вокал: Рауф Атакішиєв)
- Софія Туйбаєва — Мехрініссо
- Абдульхайр Касимов — чайнник Ніяз
- Тахір Сабіров — керівник художньої самодіяльності Алім
- Самаріддін Сагдієв — чистильник взуття
- Саодат Джураєва — Зебо
- Міхаел Аронбаєв — міліціонер
- А. Нурматов — електромонтер
- Рано Хамраєва — епізод
- Абдулхамід Нурматов — електромонтер
- Кова Бахор — танцівник
- Мамадхакім Мамадзахіров — епізод
- Махмуд Тахірі — епізод
- Дільбар Касимова — епізод
- Гульчехра Бакаєва — епізод
- Рано Хамраєва — епізод
- Наїмджон Гіясов — епізод
- Дільбар Умарова — епізод
- Теймур Зайналпур — відвідувач чайхани

## Знімальна група
- Режисер — Рафаїл Перельштейн
- Сценарист — Єлизавета Смирнова
- Оператор — Яків Куліш
- Композитор — Андрій Бабаєв
- Художник — Юрій Волчанецький